# Erich Kempka
Erich Kempka (ur. 16 września 1910 w Oberhausen, zm. 24 stycznia 1975 we Freibergu nad Neckar) – niemiecki SS-Obersturmbannführer, od 1934 roku osobisty kierowca i szef parku samochodowego Adolfa Hitlera.

## Wczesne lata
Kempka urodził się w Oberhausen w zachodnich Niemczech jako jedno z dziesięciorga dzieci górnika. Dziadkowie Kempki ze strony ojca byli pochodzenia polskiego i zostali uznani za Ruhrpolen. Pracował jako mechanik samochodowy dla producenta DKW.

## Kariera

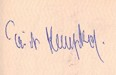
Autograf Ericha Kempki

1 kwietnia 1930 wstąpił do NSDAP (numer legitymacji partyjnej 225639). Dwa lata później był jednym z ośmiu członków założycieli SS-Begleit-Kommando. Do 29 lutego 1932 służył jako kierowca Josefa Terbovena. W 1934 zastąpił Juliusa Schrecka i Emila Maurice'a jako podstawowy kierowca Hitlera. W tym samym roku był obecny przy aresztowaniu Ernsta Röhma.
1 grudnia 1937 wstąpił do Lebensborn. Był również odznaczony Totenkopfring przez Heinricha Himmlera. Jego żona Gerda (z domu Daranowski) rozwiodła się z nim i wyszła za mąż za Eckharda Christiana. W 1945, gdy III Rzesza chyliła się ku upadkowi, Kempka towarzyszył Hitlerowi w Kancelarii Rzeszy, a następnie w jego bunkrze. 20 kwietnia, na dziesięć dni przed samobójstwem Hitlera, złożył mu życzenia urodzinowe. Kempka był jedną z osób odpowiedzialnych za spalenie ciała Hitlera. Po południu 30 kwietnia miał dostarczyć około 200 litrów benzyny do ogrodu na zewnątrz bunkra. Następnego dnia opuścił bunkier.

## Po wojnie
20 czerwca 1945 został schwytany przez amerykańskich żołnierzy w Berchtesgaden. Podczas procesów norymberskich, Kempka został wezwany do złożenia zeznań, gdyż twierdził, że widział Martina Bormanna zabitego przez radzieckie pociski przeciwpancerne w Berlinie.
Erich Kempka zmarł w Freiberg am Neckar 24 stycznia 1975, w wieku sześćdziesięciu czterech lat.

## Film i literatura
Erich Kempka został przedstawiony w filmie Upadek jako jeden z ostatnich mieszkańców bunkra Hitlera.
Był autorem wspomnień, na podstawie których Erich Kern opracował książkę "Byłem kierowcą Hitlera".